# Habits (chanson)
Singles de Tove Lo
Out of Mind
(2013) Stay High (Habits remix)
Habits, également diffusée sous le titre Habits (Stay High), est un single musical de la chanteuse suédoise Tove Lo sorti en 2013.

## Classements
| Classement (2014)            | Meilleure position |
| ---------------------------- | ------------------ |
| Allemagne (Media Control AG) | 52                 |
| Autriche (Ö3 Austria Top 40) | 44                 |
| Danemark (Tracklisten)       | 10                 |
| France (SNEP)                | 2                  |
| Slovaquie (IFPI Rádio)       | 27                 |
| Suisse (Schweizer Hitparade) | 41                 |

## Remix par Hippie Sabotage
Stay High est un remix de la chanson Habits de Tove Lo par Hippie Sabotage.

### Classements
| Classement (2014)                       | Meilleure position |
| --------------------------------------- | ------------------ |
| Australie (ARIA)                        | 3                  |
| Belgique (Flandre Ultratop 50 Singles)  | 3                  |
| Belgique (Flandre Ultratip 100)         | 5                  |
| Belgique (Wallonie Ultratop 50 Singles) | 5                  |
| Belgique (Wallonie Ultratip 50)         | 33                 |
| Écosse (OCC)                            | 8                  |
| Irlande (IRMA)                          | 3                  |
| Norvège (VG-lista)                      | 7                  |
| Nouvelle-Zélande (RMNZ)                 | 3                  |
| Pays-Bas (Nederlandse Top 40)           | 2                  |
| Royaume-Uni (UK Singles Chart)          | 3                  |
| Suède (Sverigetopplistan)               | 13                 |